# 혼자 사는 여자 (드라마)
《혼자 사는 여자》는 1981년 2월 2일부터 1981년 4월 24일까지 방영된 KBS 2TV 일일 드라마 (9시~10시대)이다.

## 방송 시간
| 2월 2일 ~ 3월 6일  | 월요일 ~ 금요일 오후 7시 30분 | 25분 |
| 3월 9일 ~ 4월 3일  | 월요일 ~ 금요일 오후 9시 25분 | 30분 |
| 4월 6일 ~ 4월 24일 | 월요일 ~ 금요일 오후 8시      | 25분 |

## 등장 인물
- 정윤희
- 김동훈
- 민욱
- 백일섭
- 서인석
- 허진
- 강태기
- 전원주